# 면역글로불린 E

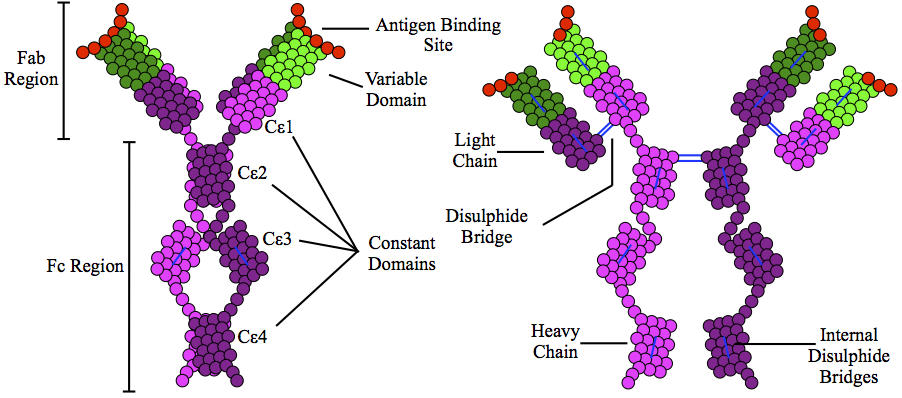
IgE 항체의 구조

면역글로불린 E(영어: immunoglobulin E, IgE)는 포유류에서만 발견된 항체 개별형(class 혹은 isotype)이다. IgE는 단량체로 존재하며 중쇄(ε 사슬) 두 개와 경쇄 두 개로 이루어진다. ε 사슬에는 면역글로불린 유사 불변 도메인이 4개(Cε1-Cε4) 있다. IgE는 만손주혈흡충(Schistosoma mansoni), 선모충(Trichinella spiralis), 간충(Fasciola hepatica) 등 연충에 대한 면역 기능을 주로 담당한다. IgE는 열대열원충(Plasmodium falciparum) 같은 특정한 원생동물 기생충에 대한 면역 반응에도 관여한다.
IgE는 제1형 과민증에도 중요한 역할을 한다. 제1형 과민증이란 알레르기성 천식, 대부분의 부비강염, 알레르기 비염, 음식 알레르기, 몇몇 만성 두드러기와 아토피 피부염 등 여러 알레르기성 질환을 말한다. 특정한 약물, 벌침, 탈민감 면역요법에 사용되는 항원 제제에 과민 반응을 일으키는 알레르기 조건에서도 IgE가 기능을 한다.
일반적으로 IgE는 혈청에 가장 적은 동종형이다. 고전적인 적응 면역반응에 관여하는 IgG의 경우 전체 면역글로불린의 75%를 차지하며 혈청 내 정상 농도는 10 mg/ml인 것에 반하여, IgE는 0.05%를 차지한다. 하지만 IgE는 가장 강력한 염증 반응을 유도하는 능력이 있다.
IgE는 1966년 존스홉킨스의 로렌스 리히텐슈타인(Lawrence Lichtenstein)과 필립 노만(Philip Norman)이 발견하였다.

## 수용체
IgE는 비만 세포와 호염기구 표면에 있는 Fc 수용체에 결합하여 IgE 매개 알레르기 반응을 개시한다. 사람의 Fc 수용체는 호산구, 단핵구, 대식세포 및 혈소판에도 존재한다. Fcε 수용체는 두 종류가 있다.
- FcεRI (제I형 Fcε 수용체)는 IgE에 친화성이 높은 IgE 수용체이다.
- FcεRII (제II형 Fcε 수용체)는 CD23이라고도 하며 친화성이 낮은 IgE 수용체이다.

IgE는 두 Fcε 수용체 모두를 더 많이 발현하도록 조절할 수 있다. FcεRI은 사람과 생쥐의 비만 세포, 호염기구, 항원제시 수지상세포에 발현된다. 다른 항체들은 항원과 결합한 후에 Fc 수용체를 끌어들이지만, 예외적으로 IgE는 비만 세포 표면의 FcεRI에 결합한 상태로 존재한다. IgE에 항원이 결합하면 교차결합이 일어나고 그 아래의 FcεRI이 모여들어, 비만 세포는 탈과립으로 면역 매개 분자를 방출한다. 호염기구 표면의 IgE에 항원이 교차결합하면 인터류킨-4(IL-4), 인터류킨-13(IL-13), 기타 염증 매개분자 등 제2형 사이토카인을 방출한다. 친화성이 낮은 FcεRII는 B 세포에는 항상 발현되고, 인터류킨-4에 의하여 대식세포, 호산구, 혈소판, 몇몇 T 세포에 발현이 유도될 수 있다.

## 기생충 감염
IgE에 항원이 결합하면 비만세포가 빠르게 반응한다. 비만세포는 병원체가 들어오기 쉬운 신체 표면 가까이 있으면서 특이 혹은 비특이적인 면역 분자를 동원하고, 항원이 모여 있는 부위 근처의 림프절에 림프액 순환량을 증가시킨다. 또 근육을 수축하여 폐와 장의 병원체를 물리적으로 배출할 수 있다.
IgE가 장에 있는 기생충에 대한 방어에 중요하다는 것을 동물 실험과 통계적인 IgE 수 증가를 통하여 알 수 있다. 생쥐에서 IgE는 장내 연충류, 선모충(Trichinella spiralis), 만손주혈흡충(Schistosoma mansoni)을 제거하는 데에 관여한다. 사람의 경우 IgE가 기생충 방어에 역할을 한다는 결정적인 증거는 아직 없고, 역학 조사를 통한 증거가 대부분이다. 주혈흡충증, 구충, 편충, 회충에 감염되었을 때 IgE 반응이 증가한다.

## 과민증 및 자가면역질환

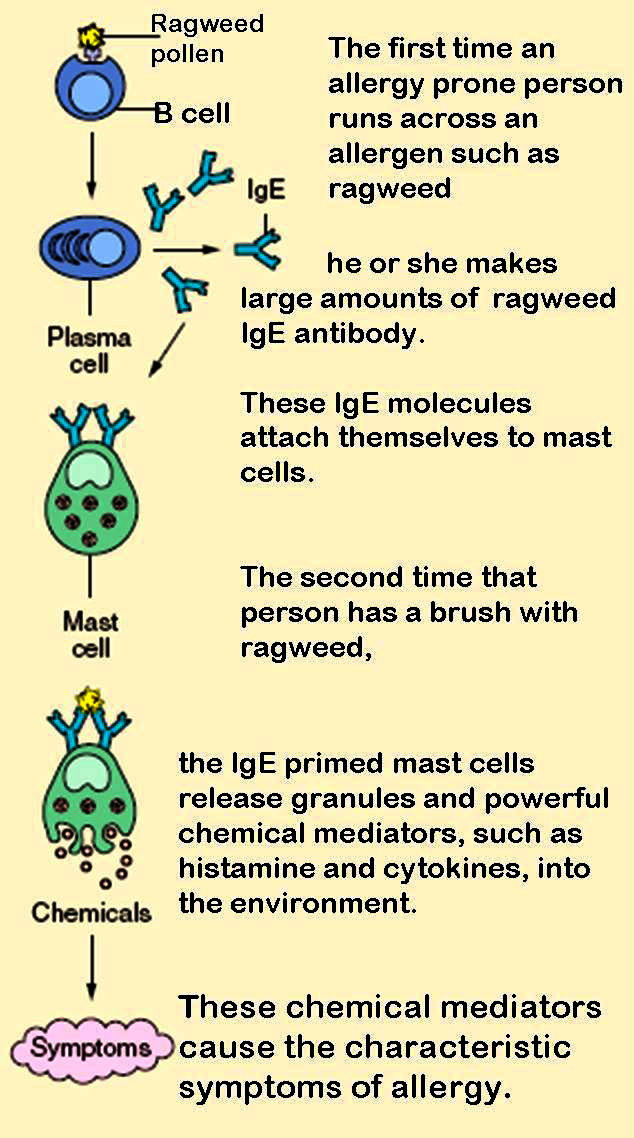
알레르기가 발생하는 과정에서 비만 세포의 역할

IgE 중 일부는 알레르기에 관여한다. IgE가 특이적으로 인지할 수 있는 알레르기원은 집먼지좀진드기의 Der p1, 고양이의 Fel d1, 풀이나 돼지풀 꽃가루 등 일반적으로 단백질이다. IgE는 친화성이 높은 FcεRI와 오랫동안 상호작용하여, 염증 반응을 일으키는 능력이 있는 호염기구와 비만세포를 준비시킨다("primed"). 이들은 같은 알레르기원이 다시 유입되면 히스타민, 류코트라이엔, 특정한 인터류킨 같은 화학물질을 방출한다. 이러한 화학물질은 알레르기, 천식에서 기도 수축, 습진의 국소적인 염증, 알레르기성 비염에서 점액 분비 증가를 일으킨다. 또한 면역세포가 조직으로 접근할 수 있도록 혈관 투과성을 증가시키지만, 과도하게 혈압을 떨어트려 아나필락시스 쇼크를 일으킬 수 있다.
알레르기 반응 경력과 암 발병 위험 사이의 관계에 대한 연구는 서로 상반되는 결과를 보여준다. 알레르기 반응, 즉 면역 감시가 강화된 사람은 뇌종양, 췌장암, 아동기에 백혈병에 걸릴 위험이 낮아진다는 주장이 있다. 반면에 알레르기 반응은 일종의 만성 염증 상태이므로 조직이 반복적으로 손상되고 회복되면서 특정한 암, 예를 들어 아토피 피부염이 있는 사람은 피부암에, 천식이 있는 사람은 폐암에 걸릴 위험이 증가한다는 주장도 있다.
아토피가 있는 사람은 IgE양이 정상치의 최대 10배까지 증가할 수 있다(고면역글로불린E 증후군). IgE는 코점막 등 국소적인 부위에서만 생산될 수도 있다. 일부 천식 환자는 혈중 IgE 농도가 정상인과 다르지 않다.
IgE는 전신 홍반성 루푸스, 류마티스 관절염, 건선 등 몇몇 자가면역질환에서도 증가한다.
IgE 농도 조절은 B 세포가 항체를 분비하는 형질세포로 분화하는 것을 통제하여 이루어지는데, 이 과정에는 친화도가 낮은 FcεRII 혹은 CD23이 관여한다는 연구가 있다. CD23는 IgE에 의존하여 항원제시를 촉진한다. 즉, CD23을 발현하는 B 세포는 특정한 보조 T 세포에 알레르기원을 제시한다. 그 결과 보조 T 세포(TH)가 활성화되어 영구적으로 Th2 반응을 하게 되고, 항체를 더 생산한다.

### 진단에서 활용
의사가 환자의 병력을 확인하고 피부나 혈액 검사를 통해 특이적인 알레르기원에 대한 IgE가 존재한다는 결과가 나오면 알레르기 진단을 내린다.

## IgE 경로 표적 약물
현재 알레르기 질환과 천식을 치료하는 데 쓰이는 약물은 아래와 같다.
- 항히스타민과 항류코트라이엔은 염증 매개분자인 히스타민과 류코트라이엔에 대한 길항제이다.
- 코르티코스테로이드를 국소적인 부위 혹은 전신에, 경구 복용하거나 주사한다. 염증 기작을 전체적으로 억제한다. 전신에 코르티코스테로이드를 장기간 투여하면 다양한 부작용이 있을 수 있으므로 대체할 수 있는 방법이 있을 경우에는 대체하는 것이 바람직하다.
- 기관지확장제는 천식을 일으키는, 기도의 평활근을 이완시킨다. 단기간 또는 장기간 작용하는 것으로 나뉜다.

IgE와 IgE 합성 경로 및 IgE 매개 알레르기/염증 경로는 알레르기, 천식, 그리고 기타 IgE 매개 질병을 차단할 수 있는 주요 표적이다. B 림프구가 분화하고 성숙하여 IgE를 분비하는 형질세포가 되는 경로는 중간 단계로 IgE를 발현하는 B 림프모구 단계를 거치고, 또 IgE를 발현하는 기억 B 세포가 연관된다. 미국 텍사스주 휴스턴에 있는 생명공학 기업 Tanox는 1987년 B 림프모구와 기억 B 세포 표면에 결합하고 있는 IgE를 표적으로 하여 이 세포를 녹이거나 활성을 감소시켜, 항원에 특이적인 IgE 생산을 억제하고 면역계의 균형이 비IgE 기작으로 기울도록 할 수 있다고 발표하였다.
항-IgE 항체 약제 오말리주맙(omalizumab, 상품명 졸레어(Xolair))은 수용체에 결합하지 않은 IgE를 인지하여 비만세포와 호염기구에 부착하지 못하도록 제거한다. 졸레어는 많은 나라에서 지속적이고 정도가 심한 알레르기성 천식을 치료하는 데 쓰이도록 승인받았다. 2014년 3월, 유럽연합과 미국은 H1-항히스타민으로 적절히 치료되지 않는 만성 자발성 두드러기를 치료하는데 쓰도록 승인하였다.
세포 표면에 있는 IgE와 수용성 IgE의 차이를 이용한 항체도 있다. B 세포 표면에 결합한 IgE(mIgE)에만 존재하고 수용성 자유 IgE에는 없는 특정 도메인(52개 아미노산 잔기로 이루어져 있고, CεmX 혹은 M1’이라 부름)이 있는데, 여기에 특이적인 항체를 이용하여 알레르기와 천식을 치료하는 약제가 임상 개발 단계에 있다. 항-M1’ 인간화 항체인 퀼리주맙(quilizumab)이 IIb기 임상시험 중이다.

2002년 킹스 칼리지 런던의 랜달 세포 및 분자 생물리학 연구소(Randall Division of Cell and Molecular Biophysics)에서 IgE의 구조를 확인하였다. IgE는 다른 면역글로불린 개별형과 달리 이례적으로 매우 구부러져 있고 비대칭이었다. 이러한 구조와 수용체 FcεRI와 상호작용에 대한 이해를 통하여 IgE가 수용체에 결합하는 것을 저해하는 새로운 알레르기 약물을 개발할 수 있다.